# Hajós János
Hajós János (Kolozsvár, 1819. december 15. – Kolozsvár, 1899. május 12.) okleveles ügyvéd, országgyűlési képviselő, a budapesti unitárius egyházközség alapító tagja és gondnoka.

## Életútja
Hajós János családja vargyasi származású, ő már Kolozsváron született. Az unitárius kollégiumban tanult, ahol részt vett az ifjúság szellemi mozgalmaiban. Kapcsolatban állt Szentiváni Mihállyal, Kriza Jánossal, Gálffy Sándorral, az iskolai önképzőkör kimagasló vezéregyéniségeivel. Szerkesztette a Remény c. szépirodalmi zsebkönyvet, amelyben több munkája látott napvilágot.
1848-ban mint okleveles ügyvédet beválasztották a városi képviselő testületbe. A szabadságharc alatt mint nemzetőr főhadnagy, az országos fellebbviteli törvényszéknél dolgozott. Az alkotmány helyreállásakor a királyi kormányszéknél helyezkedett el. Itt előbb titkár, majd miniszteri tanácsosként működött. 1872 -1875 között országgyűlési képviselő volt.
Az egyháznál a kolozsvári unitárius iskola felügyelő gondnoka, a Baldácsy-alapítvány igazgató tanácsának tagja és a budapesti egyházközség alapító (első) gondnoka volt, 1874-ben létrehozta a székely Mivelődési és Közgazdasági Egyesületet melynek elnöke is volt. Nyugdíjas éveit Kolozsváron töltötte. Itt halt meg 1899. május 12-én.